# Stefano Quaranta (arcivescovo)
Stefano Quaranta, conosciuto anche come Stefano III (Napoli, 1586 – Napoli, 30 novembre 1678) è stato un arcivescovo cattolico italiano.
Fu arcivescovo di Amalfi dal 1649 alla sua morte.

## Biografia
Nacque da Claudio Quaranta e dopo gli studi elementari sotto la guida dello zio Stefano II, si trasferì presso i Chierici regolari teatini, studiando filosofia e lettere. Continua gli studi ecclesiastici a Roma dove si dedica allo studio della morale e teologia, portandoli al termine prematuramente.
Tornato a Napoli, fu incaricato della cattedra di Filosofia e Diritto, ma venne presto richiamato a Roma per coprire il ruolo di maestro di teologia in tutte le Case dei Chierici regolari e nel Collegio di Propaganda Fide.
Fu consultore delle Congregazioni dell'Indice, dei sacri riti, delle indulgenze, delle sante reliquie, della canonizzazione, del  Sant'Uffizio e qualificatore sinodale. Molta considerazione di lui, ebbe Urbano VIII.
Fu nominato arcivescovo di Amalfi da papa Innocenzo X e consacrato dal cardinale Marcantonio Franciotti il 21 novembre del 1649 nella chiesa di Sant'Andrea della Valle.

### Gli anni longevi ad Amalfi
Furono 29 gli anni di arcivescovato di Stefano Quaranta ad Amalfi. Durante questo lungo periodo si distinse per aver ordinato diversi lavori di restauro del palazzo arcivescovile, pagati a spese proprie, della cattedrale e varie altre chiese spogliate di culto. I suoi superiori del clero e la popolazione vollero intitolargli una iscrizione nel Tempio di Sant'Andrea di Amalfi, «ove furono scritte le sue lodi e enumerate le sue virtù».
Il suo emblema episcopale, che reca al centro una fascia caricata da 3 X di nero, è visibile e individuabile in diverse zone della cittadina marinara, come sull'altare della cripta del duomo di Amalfi, da lui restaurato, che reca la dicitura latina:
Morì a Napoli durante una missione episcopale, a causa di una aggravata malattia. Giace nella chiesa di Santa Maria delle Grazie a Caponapoli. Al suo corteo (offerto dal popolo amalfitano, in segno di dedizione) parteciparono il cardinale Antonio Pignatelli di Minervino futuro Innocenzo XII ed il viceré Ferdinando Faxardo di Requesenz in nome di sua maestà re Filippo IV.

## Genealogia episcopale e successione apostolica
La genealogia episcopale è:
- Cardinale Guillaume d'Estouteville, O.S.B.Clun.
- Papa Sisto IV
- Papa Giulio II
- Cardinale Raffaele Riario
- Papa Leone X
- Papa Paolo III
- Cardinale Francesco Pisani
- Cardinale Alfonso Gesualdo
- Papa Clemente VIII
- Cardinale Pietro Aldobrandini
- Cardinale Laudivio Zacchia
- Cardinale Antonio Barberini, O.F.M.Cap.
- Cardinale Marcantonio Franciotti
- Arcivescovo Stefano Quaranta, C.R.

La successione apostolica è:
- Vescovo Michelangelo Vaginari, O.F.M.Obs. (1659)
- Vescovo Giovanni Montoya de Cardona (1659)
- Vescovo Giovanni Carlo Valentini (1659)
- Vescovo Antonio Ricciulli (1659)
- Arcivescovo Francesco de Estrada (1659)
- Vescovo Attilio Pietrasanta, O.Cist. (1659)
- Vescovo Lorenzo Díaz de Encinas, O.Carm. (1659)